# ユキグニファクトリー
ユキグニファクトリー株式会社（英: YUKIGUNI FACTORY Co.,Ltd. ）は、まいたけ、エリンギ、ぶなしめじ、本しめじ、はたけしめじ、マッシュルームなどのキノコの栽培、及びそれらを材料とした加工食品や健康食品を製造・販売する企業である。2025年3月31日までの商号は株式会社雪国まいたけ（ゆきぐにまいたけ、英: YUKIGUNI MAITAKE CO., LTD.）。

## 沿革
- 1983年（昭和58年）
  - 7月 - 株式会社雪国まいたけ創業。五十沢工場を新設し、まいたけの生産販売を開始。
- 1986年（昭和61年）
  - 本社新築により、新潟県南魚沼市余川89番地に移転。
  - 10月 - 第1バイオセンターを南魚沼市水尾新田に新設し、まいたけの生産を開始。
- 1988年（昭和63年）
  - 10月 - 雪国商事を設立。雪国まいたけの各センターで使用する重油等の仕入れのほか、一般消費者ヘのガソリン等の販売を開始。
- 1989年（平成元年）
  - 9月 - 第2バイオセンターを南魚沼市浦佐に新設、まいたけの生産を開始。
- 1991年（平成3年）
  - 8月 - 今町興産を設立、培地副原料の製造を開始。
- 1992年（平成4年）
  - 8月 - 本社内に本社パッケージセンターを新設。
- 1994年（平成6年）
  - 3月 - 新潟証券取引所地域産業育成部へ上場。
  - 9月 - 第3バイオセンターを南魚沼市新堀新田に新設、まいたけの生産を開始。
- 1995年（平成7年）
  - 9月 - 五泉バイオセンターを新潟県五泉市中川新字郷屋原に新設、まいたけの生産を開始。
- 1996年（平成8年）
  - 5月 - まいたけ水煮の自社生産による販売を開始。
- 1997年（平成9年）
  - 4月 - まいたけエキスを凝縮した健康食品「MDフラクション」の製造販売を開始。
- 1998年（平成10年）
  - 3月 - トータクを株式取得により子会社化、加工食品の製造販売に進出。
- 2000年（平成12年）
  - 3月 - 新潟証券取引所と東京証券取引所の合併により東京証券取引所市場第2部に株式を上場。
- 2002年（平成14年）
  - 5月 - 第4バイオセンターを南魚沼市津久野に新設、エリンギの生産を開始。
- 2004年（平成16年）
  - 6月 - 第5バイオセンターを南魚沼市山崎新田に新設、ブナシメジの生産を開始。
- 2011年（平成23年）
  - 1月 - 滋賀パッケージセンターを滋賀県蒲生郡竜王町に新設、カット野菜の製造を開始。
- 2015年（平成27年）
  - 2月 - ベインキャピタルがTOBを発表[3][4]。
  - 6月 - 東京証券取引所市場第二部上場廃止[5]。
- 2017年（平成29年）
  - 7月 - ベインキャピタルが神明（現：神明ホールディングス）に雪国まいたけの株式49％を譲渡[6]。
- 2018年（平成30年）
  - 4月 - 連結子会社の雪国商事と今町興産を吸収合併。
  - 9月 - 滋賀パッケージセンターにまいたけ包装工場を新設し、まいたけの包装を開始。
- 2019年（平成31年/令和元年）
  - 1月 - トータクを吸収合併。
  - 3月 - タカラバイオから瑞穂農林（本しめじ、はたけしめじの生産販売）及びきのこセンター金武（ブナシメジの生産販売）の全株式をそれぞれ取得し、子会社化。
  - 10月 - 有限会社三蔵農林（マッシュルームの生産販売）の全持分を取得し、子会社化。のち2020年3月2日に、株式会社三蔵農林に商号変更。
- 2020年（令和2年）
  - 9月 - 東京証券取引所市場第一部に上場。ベインキャピタルが売り出した雪国まいたけの一部株式を神明ホールディングスが取得し、同社の連結子会社となる[7][8]。
- 2022年（令和4年）
  - 3月 - きのこセンター金武を解散。
  - 4月 - 東京証券取引所市場再編に伴い、プライム市場へ移行。
  - 6月 - 東京本社を開設し、新潟本社との二本社制とする[9]。
  - 6月 - 監査役会設置会社から監査等委員会設置会社へ移行。
- 2023年（令和5年）
  - 4月1日 - 連結子会社の三蔵農林を吸収合併[10][11]。
  - 6月 - 代替肉開発の新事業に参入。
  - 12月4日 - オランダのキノコ事業会社2社を買収[12][13]。
- 2025年（令和7年）
  - 4月1日 - ユキグニファクトリー株式会社（英称：YUKIGUNI FACTORY CO., LTD.）に商号変更[14]。

## 主な製品
- 雪国まいたけ極
- 雪国まいたけ極 白
- 雪国えりんぎ
- 雪国ぶなしめじ
- 大粒丹波しめじ
- 大黒本しめじ
- ホワイトマッシュルーム
- ブラウンマッシュルーム
- 雪国まいたけが作った家族で飲める青汁

## 関連会社
- 瑞穂農林株式会社（京都府船井郡京丹波町）
- Yukiguni Maitake Netherlands Holdings B.V.（オランダ王国リンブルフ州）
  - Oakfield Champignons B.V.（オランダ王国リンブルフ州）
  - Yukiguni Maitake Netherlands Real Estate B.V.（オランダ王国リンブルフ州）

## コマーシャル
1999年（平成11年）、郷ひろみを起用したテレビコマーシャル を放送開始。
2006年（平成18年）からは、はなわによる「雪国もやし」のテレビコマーシャルを放映開始。ベースを弾き語りながら「メチャメチャ高いからみんな絶対買うなよ」（第二弾として「めちゃめちゃ高いからみんな全然売れねぇんだ」もある）とコメディ風に呼びかける異色の内容である。なお、「高い」という歌詞ははなわが創作したものである が、雪国まいたけでは「高い理念」に基づいてこの商品を開発したとしている。
2009年（平成21年）からの『雪国やさい革命』のコマーシャルでは「メチャメチャやすい」とアピールしている。「やすい」には、値段だけではなく、使い勝手のし易さという意味もある。
2011年（平成23年）の東日本大震災（福島第一原子力発電所事故）以降は郷ひろみを再び起用。独自の放射性物質検査を行い、安全・安心をアピールするものとなっている。
2018年（平成30年）、新潟テレビ21が企画する Team Eco Project 活動に参加し、環境負荷低減の取り組みを説明するテレビコマーシャルの放送を開始。
2019年（平成31年）、KAT-TUNの亀梨和也を起用した「雪国まいたけ 極」のテレビコマーシャルの放送を開始。
2021年（令和3年）、俳優の永山瑛太を起用した「雪国まいたけ極」のテレビコマーシャルを西日本中心に放送開始。「まいたけに目覚めよう。」を謳い、雪国まいたけの大株を使った簡単ヘルシーなまいたけ料理をアピールしている。
2023年（令和5年）、俳優の中川大志を起用した「雪国まいたけ極」の新CMを、同年11月6日（月）から関東・近畿・中京・新潟エリアを中心に放映開始。

## テレビ番組など
- 日経スペシャル ガイアの夜明け 風雲!きのこ三国志 ～夢のキノコで覇権を握れ～（2005年5月24日、テレビ東京）[21] - 「雪国まいたけ」と「ホクト」の戦いを取材。
- 日経スペシャル カンブリア宮殿 不可能を可能にせよ!～幻のキノコを生む会社～（2010年4月19日、テレビ東京）[22]
- 劇場版 ゲゲゲの鬼太郎 日本爆裂!!（東映） - 2008年12月20日劇場公開。「雪国まいたけ」のマスコットキャラクターである「雪ちゃん」が雪国まいたけ入り味噌汁をネコ娘に振る舞っていた[23]。

## 書籍

### 関連書籍
- 『大逆転の戦略 「雪国まいたけ」に賭けたベンチャー起業家の奇跡』（著者:鶴蒔靖夫）（1996年3月18日、IN通信社）ISBN 9784872181067
- 『雪国まいたけの“脱常識"経営 不可能を可能にする新価値創造への挑戦』（著者:鶴蒔靖夫）（2008年11月17日、IN通信社）ISBN 9784872183085